# Cézium-jodid
A cézium-jodid a cézium és jód ionvegyülete, képlete CsI. A fluoroszkópiás készülékekben a képerősítő röntgencsövek bemeneti ernyőjének foszforrétegében alkalmazzák. A cézium-jodid fotokatódok nagyon hatékonyak a távoli ibolyántúli hullámhosszokon.

## Felhasználása
A cézium-jodid kristályok szcintillátoranyagok, egyik fontos felhasználásuk a kísérleti részecskefizikában az elektromágneses kalorimetriás mérésekben történő alkalmazásuk. A tiszta CsI gyors és sűrű szcintillátoranyag, hatásfoka viszonylag kicsi, de ez hűtéssel jelentősen növelhető. Két fő emissziós vonala a közeli ultraibolya tartományba eső 310 nm-es, valamint a látható 460 nm-es sugárzás. A CsI hátránya, hogy nagy a hőmérsékletgradiense, illetve hogy némileg nedvszívó tulajdonságú.
A Fourier-transzformációs infravörös spektrométerekben (FT-IR) sugárosztóként alkalmazzák. A gyakrabban használt kálium-bromidhoz képest szélesebb hullámhossztartományban engedi át az elektromágneses sugárzást, így a készülékek működési tartománya a távoli infravörös tartományig is kiterjeszthető – ugyanakkor az optikai minőségű CsI kristályok nagyon puhák, hasításuk és polírozásuk bonyolult feladat. Felületükre bevonatot kell felvinni (ez jellemzően germánium), és deszikkátorban tárolandók, hogy a levegő páratartalmával ne lépjenek kölcsönhatásba.

## Optikai tulajdonságai
- Fényátengedési tartomány: 250 nm–55 µm
- Törésmutató: 1,739 (10,6 µm-en)
- Tükröződési veszteség: 13,6% (10,6 µm-en, 2 felületen)

## Fizikai tulajdonságai
- Keménység (Knoop): 137,9 kPa
- Young-modulus: 5,3 GPa
- hajlítószilárdság: 5,6 GPa
- névleges rugalmassági határ: 5,6 GPa
- szerkezet: köbös, nem hasad
- szín: színtelen

## Fordítás
Ez a szócikk részben vagy egészben  a   Caesium iodide című angol Wikipédia-szócikk ezen változatának fordításán alapul.  Az eredeti cikk szerkesztőit annak laptörténete sorolja fel. Ez a jelzés csupán a megfogalmazás eredetét és a szerzői jogokat jelzi, nem szolgál a cikkben szereplő információk forrásmegjelöléseként.